# Lill-Spjutan
Lill-Spjutan är en sjö i Bergs kommun i Jämtland och ingår i Ljungans huvudavrinningsområde.